# Купелло
Купелло (итал. Cupello) — коммуна в Италии, расположена в регионе Абруццо, подчиняется административному центру Кьети.
Население составляет 4413 человека, плотность населения составляет 92 чел./км². Занимает площадь 48 км². Почтовый индекс — 66051. Телефонный код — 0873.
Покровителем населённого пункта считается San Rocco. Праздник ежегодно празднуется 16 августа.